# Суссейрак
Суссейра́к (фр. Sousceyrac) — колишній муніципалітет у Франції, у регіоні Окситанія, департамент Лот. Населення — 900 осіб (2011).
Муніципалітет був розташований на відстані близько 450 км на південь від Парижа, 150 км на північ від Тулузи, 70 км на північний схід від Каора.

## Історія
До 2015 року муніципалітет перебував у складі регіону Південь-Піренеї. Від 1 січня 2016 року належав до нового об'єднаного регіону Окситанія.
1 січня 2016 року Суссейрак, Кальвіак, Коміак, Лакам-д'Урсе i Ламатіві було об'єднано в новий муніципалітет Суссейрак-ан-Керсі.

## Демографія
Динаміка населення (INSEE ):
Розподіл населення за віком та статтю (2006):
| Стать | Всього | До 15 років | 15-24 | 25-44 | 45-64 | 65-85 | Понад 85 |
| --- | ------ | ----------- | ----- | ----- | ----- | ----- | -------- |
| Чоловіки | 462    | 62          | 32    | 86    | 117   | 153   | 12       |
| Жінки | 469    | 58          | 23    | 118   | 93    | 153   | 24       |
| \| Статево-вікова піраміда \| Статево-вікова піраміда \| Статево-вікова піраміда \| \| ----------------------- \| ----------------------- \| ----------------------- \| \| Чоловіки \| Вік \| Жінки \| \| 12 \| 85 + \| 24 \| \| 28 \| 80-84 \| 28 \| \| 35 \| 75-79 \| 23 \| \| 59 \| 70-74 \| 63 \| \| 31 \| 65-69 \| 39 \| \| 20 \| 60-64 \| 27 \| \| 23 \| 55-59 \| 31 \| \| 39 \| 50-54 \| 19 \| \| 35 \| 45-49 \| 16 \| \| 39 \| 40-44 \| 47 \| \| 35 \| 35-39 \| 43 \| \| 8 \| 30-34 \| 16 \| \| 4 \| 25-29 \| 12 \| \| 16 \| 20-24 \| 4 \| \| 16 \| 15-20 \| 19 \| \| 31 \| 10-14 \| 27 \| \| 19 \| 5-9 \| 23 \| \| 12 \| 0-4 \| 8 \| |        |             |       |       |       |       |          |
| Статево-вікова піраміда |        |             |       |       |       |       |          |
| Чоловіки | Вік    | Жінки       |       |       |       |       |          |
| 12 | 85 +   | 24          |       |       |       |       |          |
| 28 | 80-84  | 28          |       |       |       |       |          |
| 35 | 75-79  | 23          |       |       |       |       |          |
| 59 | 70-74  | 63          |       |       |       |       |          |
| 31 | 65-69  | 39          |       |       |       |       |          |
| 20 | 60-64  | 27          |       |       |       |       |          |
| 23 | 55-59  | 31          |       |       |       |       |          |
| 39 | 50-54  | 19          |       |       |       |       |          |
| 35 | 45-49  | 16          |       |       |       |       |          |
| 39 | 40-44  | 47          |       |       |       |       |          |
| 35 | 35-39  | 43          |       |       |       |       |          |
| 8 | 30-34  | 16          |       |       |       |       |          |
| 4 | 25-29  | 12          |       |       |       |       |          |
| 16 | 20-24  | 4           |       |       |       |       |          |
| 16 | 15-20  | 19          |       |       |       |       |          |
| 31 | 10-14  | 27          |       |       |       |       |          |
| 19 | 5-9    | 23          |       |       |       |       |          |
| 12 | 0-4    | 8           |       |       |       |       |          |

## Економіка
2010 року серед 489 осіб працездатного віку (15—64 років) 352 були активними, 137 — неактивними (показник активності 72,0%, у 1999 році було 68,5%). З 352 активних мешканців працювало 328 осіб (176 чоловіків та 152 жінки), безробітними було 24 (13 чоловіків та 11 жінок). Серед 137 неактивних 35 осіб було учнями чи студентами, 64 — пенсіонерами, 38 були неактивними з інших причин.

У 2010 році в муніципалітеті числилось 368 оподаткованих домогосподарств, у яких проживали 824,0 особи, медіана доходів виносила 15 406 євро на одного особоспоживача